# Peter Rono
Peter Kipchumba Rono (Kapsabet, 31 juli 1967) is een voormalige Keniaanse atleet, die gespecialiseerd was op de middellange afstand. Hij werd olympische kampioen op de 1500 m.
Rono had in de jaren 1984 tot 1988 een korte maar succesvolle sportcarrière. In 1984 won hij op 17-jarige leeftijd op het WK junioren de 1500 m en de 5000 m. In Nairobi won hij in 1985 het Afrikaans kampioenschap veldlopen. Op het WK junioren 1986 in Athene won hij zilver en in 1985 op het WK behaalde hij de halve finale.
Zijn grootste succes behaalde hij op de Olympische Spelen van Seoel in 1988. Hier won hij op de 1500 m een gouden medaille voor de favorieten Peter Elliott uit Groot-Brittannië en Jens-Peter Herold uit Oost-Duitsland. Hij werd hiermee de jongste olympisch kampioen op de 1500 m (21 dagen en 62 dagen). Hierna won hij in 1989 nog een zilveren medaille op de 1500 m van de Universiade.
Hij ging verder met zijn studie aan het Mount Saint Mary's University in Maryland. Hier behaalde hij zijn Bachelor en Master en werd later trainer.

## Titels
- Olympisch kampioen 1500 m - 1988
- Wereldkampioen junioren 1500 m - 1984
- Wereldkampioen junioren 5000 m - 1984
- Afrikaans jeugdkampioen veldlopen - 1985

## Persoonlijke records
| Onderdeel | Prestatie | Datum          | Plaats   |
| --------- | --------- | -------------- | -------- |
| 1500 m    | 3.35,96   | 1 oktober 1988 | Seoul    |
| 1 mijl    | 3.51,41   | 10 juli 1991   | Lausanne |

## Palmares

### 1500 m
- 1986:  WK junioren - 3.45,52
- 1988:  OS - 3.35,96
- 1989:  Universiade - 3.40,79

### Veldlopen
- 1985:  Afrikaanse jeugdkampioenschappen - 22.00

1896: Teddy Flack ·
1900: Charles Bennett ·
1904: Jim Lightbody ·
1908: Mel Sheppard ·
1912: Arnold Jackson ·
1920: Albert Hill ·
1924: Paavo Nurmi ·
1928: Harri Larva ·
1932: Luigi Beccali ·
1936: Jack Lovelock ·
1948: Henry Eriksson ·
1952: Josy Barthel ·
1956: Ron Delany ·
1960: Herb Elliott ·
1964: Peter Snell ·
1968: Kipchoge Keino ·
1972: Pekka Vasala ·
1976: John Walker ·
1980: Sebastian Coe ·
1984: Sebastian Coe ·
1988: Peter Rono ·
1992: Fermín Cacho ·
1996: Noureddine Morceli ·
2000: Noah Ngeny ·
2004: Hicham El Guerrouj ·
2008: Asbel Kiprop ·
2012: Taoufik Makhloufi ·
2016: Matthew Centrowitz ·
2020: Jakob Ingebrigtsen ·
2024: Cole Hocker